# Kostel Nanebevzetí Panny Marie (Čelákovice)
Kostel Nanebevzetí Panny Marie je původně románský, několikrát přestavovaný kostel v Čelákovicích.
Kostel pochází z počátku 13. století. V průběhu husitských válek byl kostel pobořen a vypálen. Brzy nato byl opraven a stal se kostelem církve podobojí a následně luteránským. Roku 1620 přešel do katolických rukou. Během třicetileté války byl kostel císařskými i švédskými vojsky opětovně poničen a vydrancován. K obnově došlo až kolem roku 1653. V letech 1712–1713 prošel kostel přestavbou a byl rozšířen o nový presbytář, sakristii a předsíň. Při dalších úpravách v polovině 18. století proběhla v interiérech kostela barokní přestavba. Kazatelna z roku 1582 je však renesanční se znakem Kautských z Kostelce. Kostel je obklopen hřbitovem, který je obehnán zdí. Kostel je od roku 1958 zapsán v seznamu kulturních památek.